# Ždánov
Ždánov település Csehországban, a Domažlicei járásban. Ždánov Otov, Pařezov, Klenčí pod Čerchovem, Postřekov, Meclov, Luženičky és Draženov településekkel határos. Lakosainak száma 146 fő (2024. január 1.).

## Népesség
A település lakosságának változását az alábbi diagram mutatja:
| Lakosok száma | 298  | 263  | 340  | 161  | 107  | 119  | 156  | 158  | 150  | 146  |
|               | 1869 | 1890 | 1921 | 1950 | 1980 | 2001 | 2017 | 2019 | 2022 | 2024 |